# برزخ التلفيف الحزامي
بَرْزَخُ التَّلْفيفِ الحِزامِيّ هو جزء ضيق من التلفيف الحزامي يَصل بين التلفيف الحزامي والتلفيف المجاور للحصين.

## الموقع التشريحي
يبدأ التلفيف الحزامي تحت منقار الجسم الثفني، ثم ينحني أمام ركبة الجسم الثفني، ويمتد على طول السطح العلوي من الجسم الثفني، وأخيرا يتحول إلى الأسفل وراء شريط الجسم الثفني، حيث يتم توصيله عن طريق البرزخ الضيق مع التلفيف المجاور للحصين.

## صور إضافية

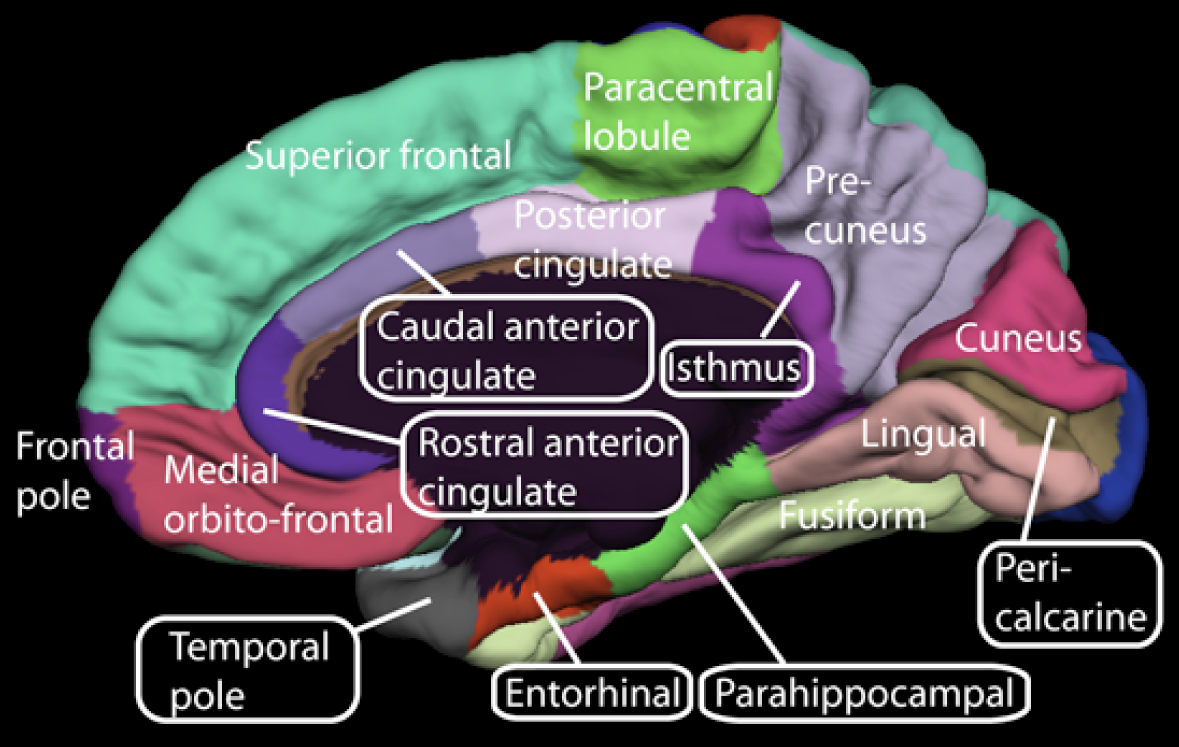
السطح الإنسي للقشرة الدماغية

## روابط خارجية
- http://braininfo.rprc.washington.edu/whereisit.aspx؟language=0&requestID=ID163&parentID=ID159&originalID=ID163
- http://bstr431.biostr.washington.edu/syl/lab7/lab7.htm نسخة محفوظة 29 أكتوبر 2009 على موقع واي باك مشين.